# Francisco Gavaldá y Guasch
Francisco Gavaldá y Guasch (Cabanes, 1589-Segorbe, 19 de mayo de 1660) fue un religioso católico español de la Orden de San Jerónimo que llegó a ocupar el obispado de Segorbe.

## Biografía
Hijo del notario Juan Gabaldá y de Isabel Guasch, fue bautizado en julio de 1589. Recibió los hábitos en el Monasterio de San Miguel de los Reyes en 1607 profesando al año siguiente. Prior del monasterio en 1639, fue visitador general de Castilla en 1645 y de Aragón en 1648, año en el que por segunda vez fue prior en Valencia después de haberlo sido en Sigüenza y en Córdoba. En 1651 alcanzó el generalato de su orden y antes de concluirlo, en 1652, Felipe IV le propuso para ocupar el solio de la Diócesis de Segorbe donde permaneció hasta su fallecimiento. Fue sepultado en la sacristía de San Miguel de los Reyes.